# Cleveland Street

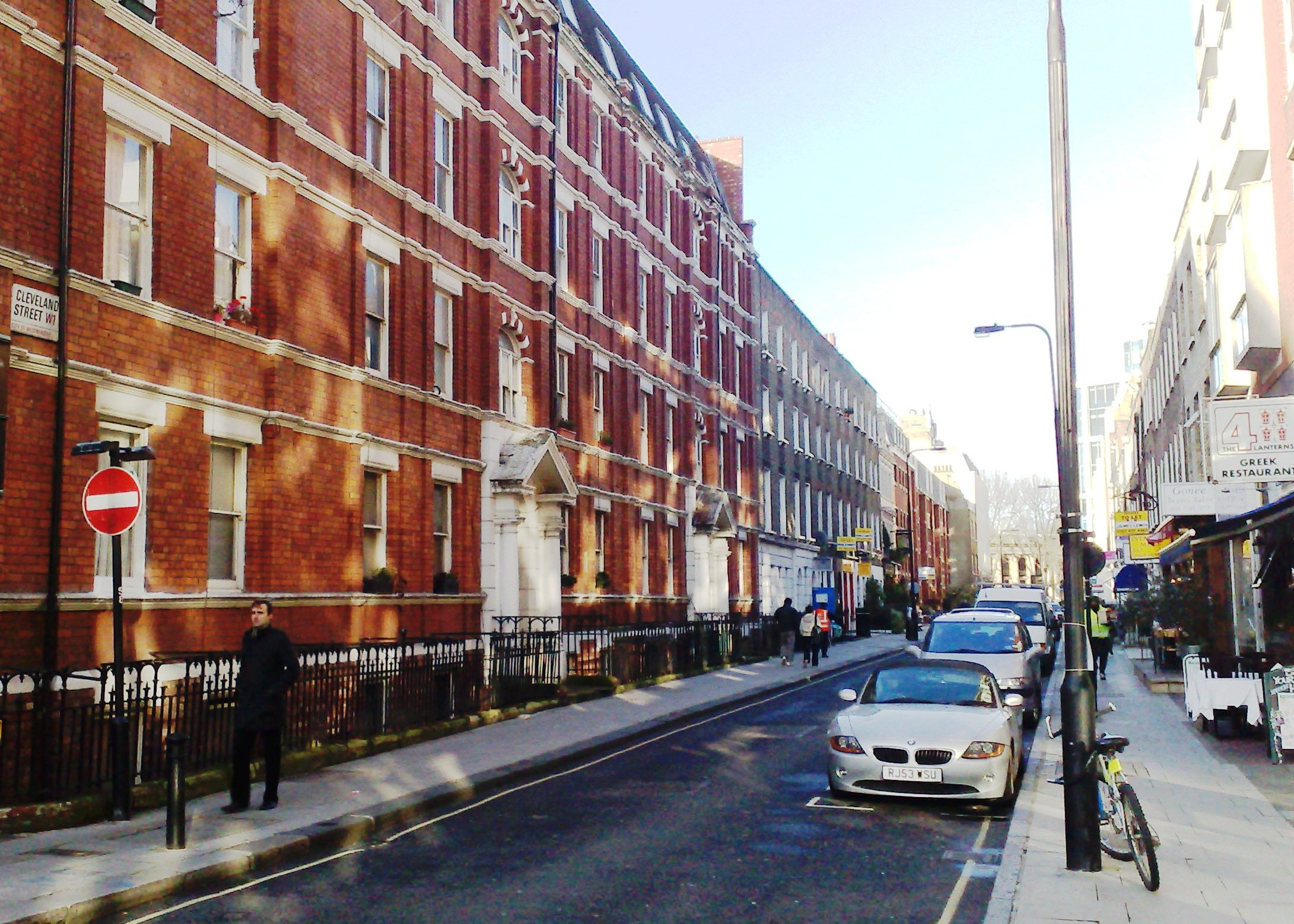
Cleveland Street (2009).

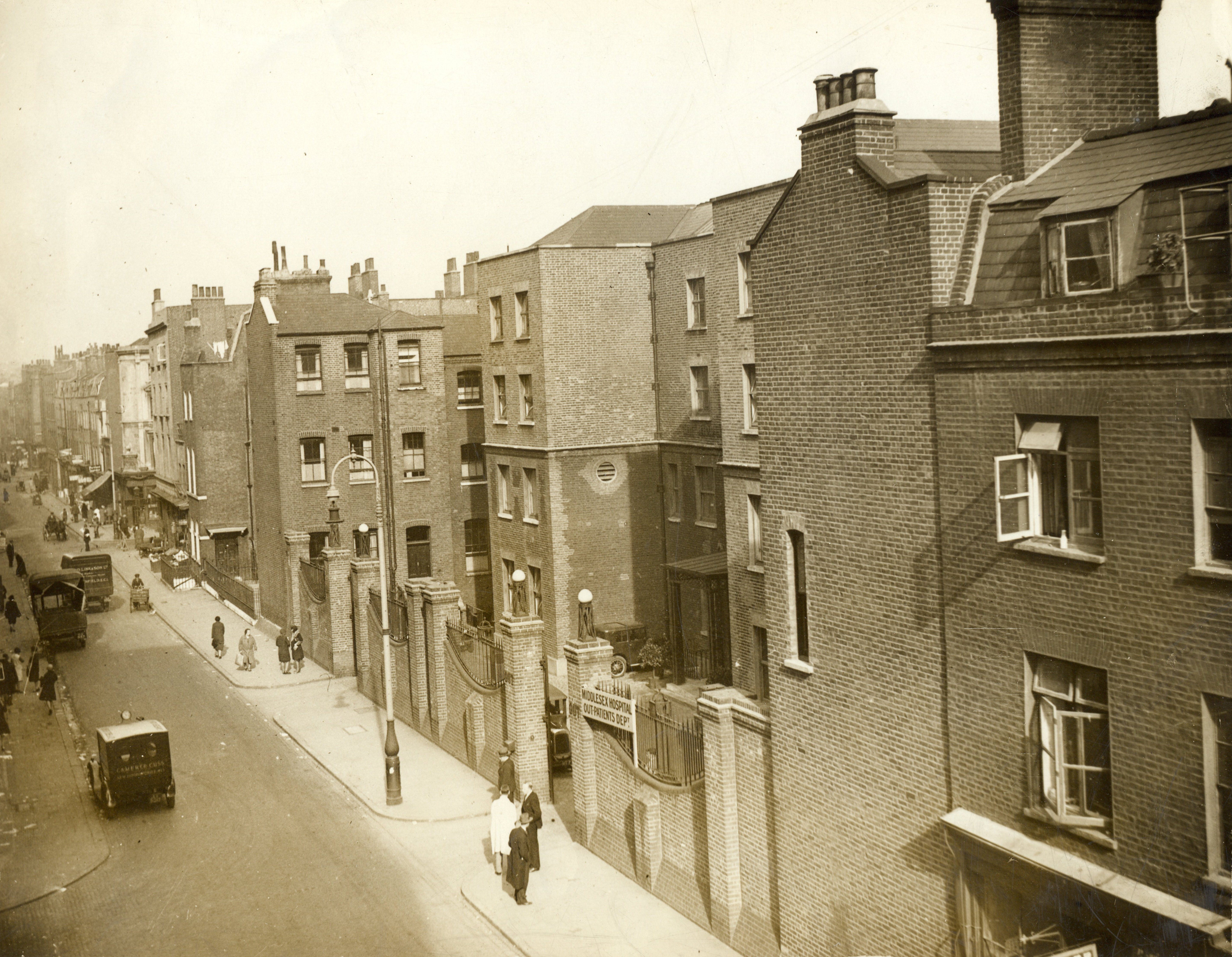
Cleveland Street (1930).

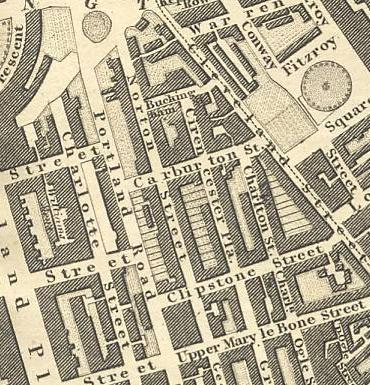
Mapa de Londres (1827) mostrando a Cleveland Street perto da praça Fitzroy Square.

Cleveland Street é uma rua no centro de Londres, no bairro de Fitzrovia, disposta na direção norte-sul, e que liga a Euston Road à junção da Mortimer Street com a Goodge Street. Tem o código postal W1.
O nome vem de Carlos FitzRoy, 2.º Duque de Cleveland, cujo espólio foi conectado no século XIX com a propriedade de Southampton por iniciativa de Henry FitzRoy, 1.º duque de Grafton. A propriedade de Southampton mais tarde se tornaria o Bedford Estate. A Cleveland Street é conhecida por abrigar vários edifícios históricos, sendo a Torre BT (lançada pela British Telecom em 1964) o mais notável deles.

## Geografia
A Cleveland Street marca a fronteira entre a Cidade de Westminster a oeste e o borough de Camden a leste. Esta fronteira é antiga, tendo como base a antiga divisão entre a paróquia de São Marylebone a oeste e a paróquia de Saint Pancras a leste. Estima-se que ela tenha ocorrido em 1792. A rua era também um limite entre grandes propriedades, tais como Bedford Estate e Berners Estate. Mapas mostram que o extremo sul da moderna Cleveland Street, para além de Riding House Street, era conhecido como Upper Newman Street e depois Norfolk Street. A seção do norte já foi conhecida como Upper Cleveland Street e Buckingham Place.

## Eventos notáveis
O escândalo da Cleveland Street ocorreu em 1889 no edifício localizado no número 19 da Cleveland Street (hoje demolido) que abrigava, na época, uma casa de prostituição masculina onde adolescentes que trabalhavam para o serviço telegráfico atuavam como prostitutos. O escândalo supostamente envolveu o príncipe Alberto Vitor, Duque de Clarence e Avondale, herdeiro do trono da Inglaterra.
Em seu livro Jack the Ripper: The Final Solution, Stephen Knight menciona a Cleveland Street, assim como duas casas da rua. Segundo a teoria de Knight, a família real estava conectada com os assassinatos de Jack, o estripador desde 1888 através do mesmo príncipe Alberto Victor, que o autor afirma ter conhecido sua esposa, a prostituta católica Annie Crook Elizabeth, no estúdio do pintor Walter Sickert no número 15 da Cleveland Street. Após o casamento secreto, Annie Crook Elizabeth teria ido morar em um apartamento no número 6 da Cleveland Street. A teoria da conspiração para os assassinatos presente no livro de Knight foi vagamente adaptada para From Hell (1999), uma graphic novel de Alan Moore da qual foi feita uma versão cinematográfica homônima em 2001. Várias cenas do filme ocorrem em Cleveland Street, embora este não tenha sido filmado no local.